# Williams FW43B
Chronologie des modèles (2021)
Williams FW43 Williams FW44
La Williams FW43B est la monoplace de Formule 1 engagée par l'écurie britannique Williams Racing dans le cadre de la saison 2021 du championnat du monde de Formule 1. Elle est pilotée par le Canadien Nicholas Latifi et par le Britannique George Russell. Les pilotes-essayeurs et de développement sont l'Israélien Roy Nissany et les Britanniques Jack Aitken et Jamie Chadwick.

## Création de la monoplace
Évolution de la Williams FW43 de la saison précédente, la FW43B s'en distingue par une nouvelle livrée, blanche, bleu électrique, bleu azur et une touche de jaune en référence aux monoplaces victorieuses de l'écurie à la fin des années 1980 et 1990, lorsque Williams était soutenue par le cigarettier Camel.
La FW43B est présentée sur internet le 5 mars 2021. La monoplace devait être dévoilée par l'intermédiaire d'une application mobile conçue pour l'occasion par l'écurie britannique ; celle-ci ayant été piratée, Williams a été contrainte de diffuser quelques images de sa nouvelle voiture en guise de présentation.

## Résultats en championnat du monde de Formule 1
| Saison | Écurie          | Moteur                                                  | Pneus   | Pilotes         | Courses | Courses | Courses | Courses | Courses | Courses | Courses | Courses | Courses | Courses | Courses | Courses | Courses | Courses | Courses | Courses | Courses | Courses | Courses | Courses | Courses | Courses | Points inscrits | Classement |
| Saison | Écurie          | Moteur                                                  | Pneus   | Pilotes         | 1       | 2       | 3       | 4       | 5       | 6       | 7       | 8       | 9       | 10      | 11      | 12      | 13      | 14      | 15      | 16      | 17      | 18      | 19      | 20      | 21      | 22      | Points inscrits | Classement |
| ------ | --------------- | ------------------------------------------------------- | ------- | --------------- | ------- | ------- | ------- | ------- | ------- | ------- | ------- | ------- | ------- | ------- | ------- | ------- | ------- | ------- | ------- | ------- | ------- | ------- | ------- | ------- | ------- | ------- | --------------- | ---------- |
| 2021   | Williams Racing | Mercedes-AMG V6 turbo hybride F1 M12 E Performance 1.6L | Pirelli |                 | BAH     | EMI     | POR     | ESP     | MON     | AZE     | FRA     | STY     | AUT     | GBR     | HON     | BEL     | P-B     | ITA     | RUS     | TUR     | USA     | MEX     | BRE     | QAT     | SAU     | ABU     | 23              | 8e         |
| 2021   | Williams Racing | Mercedes-AMG V6 turbo hybride F1 M12 E Performance 1.6L | Pirelli | Nicholas Latifi | 18e*    | Abd.    | 18e     | 16e     | 15e     | 16e     | 18e     | 17e     | 16e     | 14e     | 7e      | 9e      | 16e     | 11e     | 19e*    | 17e     | 15e     | 17e     | 16e     | Abd.    | 12e     | 16e*    | 23              | 8e         |
| 2021   | Williams Racing | Mercedes-AMG V6 turbo hybride F1 M12 E Performance 1.6L | Pirelli | George Russell  | 14e     | Abd.    | 16e     | 14e     | 14e     | 17e*    | 12e     | Abd.    | 11e     | 12e     | 8e      | 2e      | 17e     | 9e      | 10e     | 15e     | 14e     | 16e     | 13e     | 17e     | Abd.    | Abd.    | 23              | 8e         |

Légende : ici 
- *Le pilote n'a pas terminé la course mais est classé pour avoir parcouru 90% de la distance prévue.